# Jana Brejchová
Jana Brejchová (Praga, 20 de enero de 1940) es una actriz checa. Ha aparecido en más de setenta producciones cinematográficas en su país y en Alemania desde 1953, y estuvo casada con el director Miloš Forman y más tarde con el actor Vlastimil Brodský. Hana, su hermana menor, también se desempeñó como actriz y apareció en las películas de Forman Los amores de una rubia y Amadeus.

## Filmografía destacada

### Cine
- Desire (1958)
- Suburban Romance (1958)
- Higher Principle (1960)
- The Fabulous Baron Munchausen (1961)
- Gripsholm Castle (1963)
- The House in Karp Lane (1965)
- The Pipes (1966)
- The Return of the Prodigal Son (1966)
- End of a Priest (1969)
- Noc na Karlštejně (1974)
- The Young Man and Moby Dick (1979)
- Scalpel, Please (1985)
- The Conception of My Younger Brother (2000)
- Beauty in Trouble (2006)